# Whole Lotta History
Whole Lotta History è il quarto singolo estratto dal terzo album del gruppo musicale pop britannico Girls Aloud, Chemistry.
Il singolo è stato pubblicato il 13 marzo 2006 dall'etichetta discografica Polydor. È stata l'ultima pubblicazione uscita con questa etichetta, dato il passaggio del gruppo, pochi mesi dopo, alla Fascination, neonata sottoetichetta della Polydor. Il video della canzone è stato registrato in Francia e rappresenta le cinque componenti del gruppo alle prese con i ricordi dei loro passati amori.
La canzone è stata scritta da Miranda Cooper, Brian Higgins, Xenomania, Lisa Cowling, Tim Larcombe e Giselle Sommerville ed è stata prodotta da Brian Higgins e dagli Xenomania.
Il singolo ha raggiunto un buon successo nella classifica britannica, arrivando alla sesta posizione e conteneva, tra le differenti versioni, le b-side Crazy Fool e una cover dal vivo della canzone Teenage Dirtbag dei Wheatus.

## Tracce e formati
UK CD1 (Polydor / 9877402)
1. Whole Lotta History (Original Ash Howes Mix) — 3:47
2. Crazy Fool (Girls Aloud, Cooper, Higgins, Jon Shave) — 3:34

UK CD2 (Polydor / 9877403)
1. Whole Lotta History (Original Ash Howes Mix) — 3:47
2. Whole Lotta History (Whole Lotta Lamezma Mix) — 5:09
3. Teenage Dirtbag (Live at Carling Academy) (Wheatus) — 4:14
4. Whole Lotta History (Video) — 3:47
5. Whole Lotta History (Karaoke Video) — 3:47
6. Whole Lotta History (Gane)

UK 7digital exclusive download
1. Whole Lotta History (Acoustic Version) — 3:52

## Classifiche
| Classifica (2006) | Posizione raggiunta |
| ----------------- | ------------------- |
| Regno Unito       | 6                   |
| Irlanda           | 18                  |